# Bombardamento di Bruxelles
Il bombardamento della città di Bruxelles realizzato dalle truppe francesi del re Luigi XIV, nei giorni del 13, 14 e 15 di agosto del 1695, e l'incendio che ne seguì, è stata la maggiore catastrofe che abbia mai colpito la capitale del Belgio nel corso della sua storia.

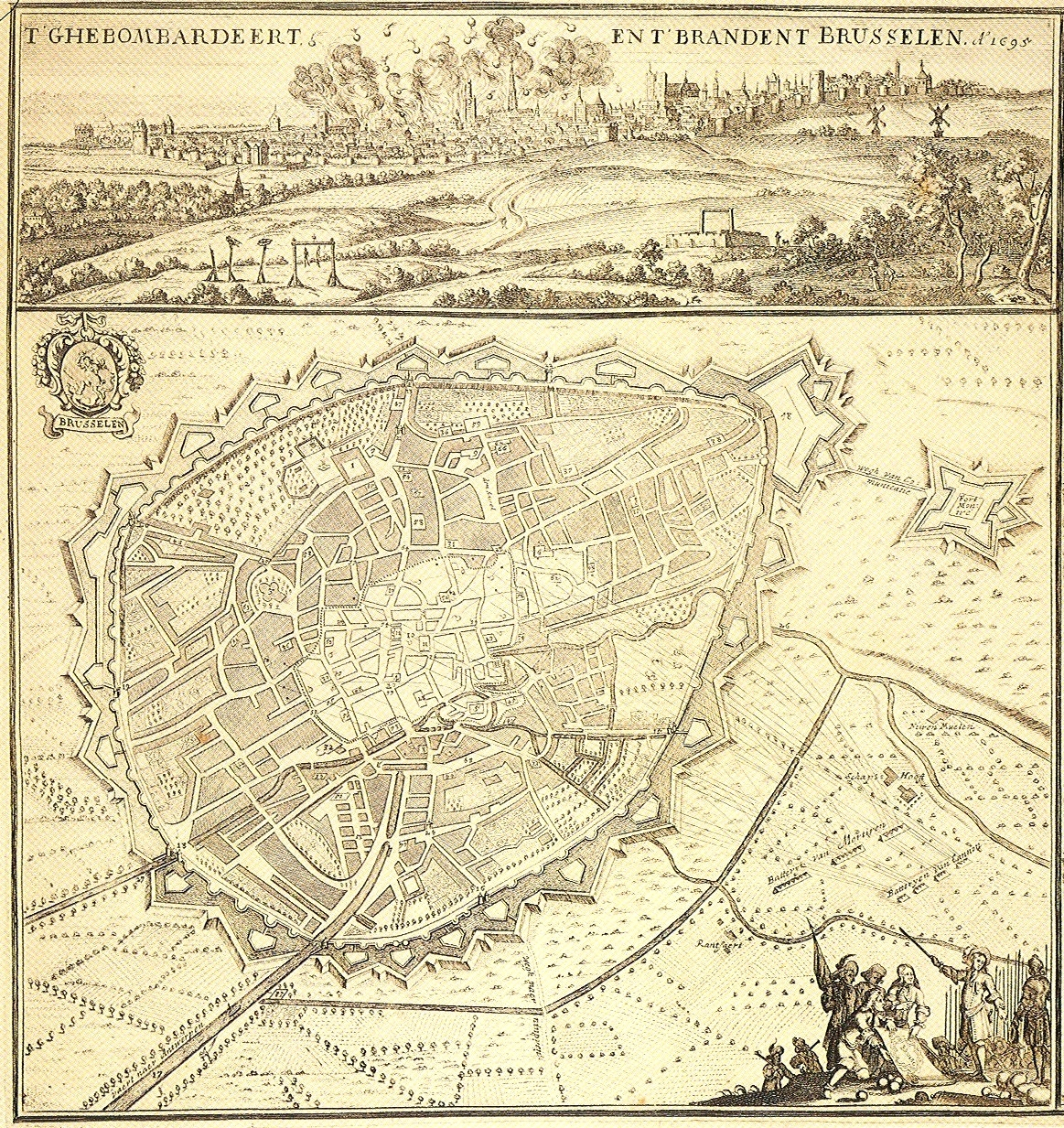
Bombardamento e incendio di Bruxelles del 1695

La ricostruzione del centro della città, realizzata negli anni seguenti, ne ha profondamente modificato l'aspetto lasciando, ancora oggi, numerose tracce.

## Contesto storico

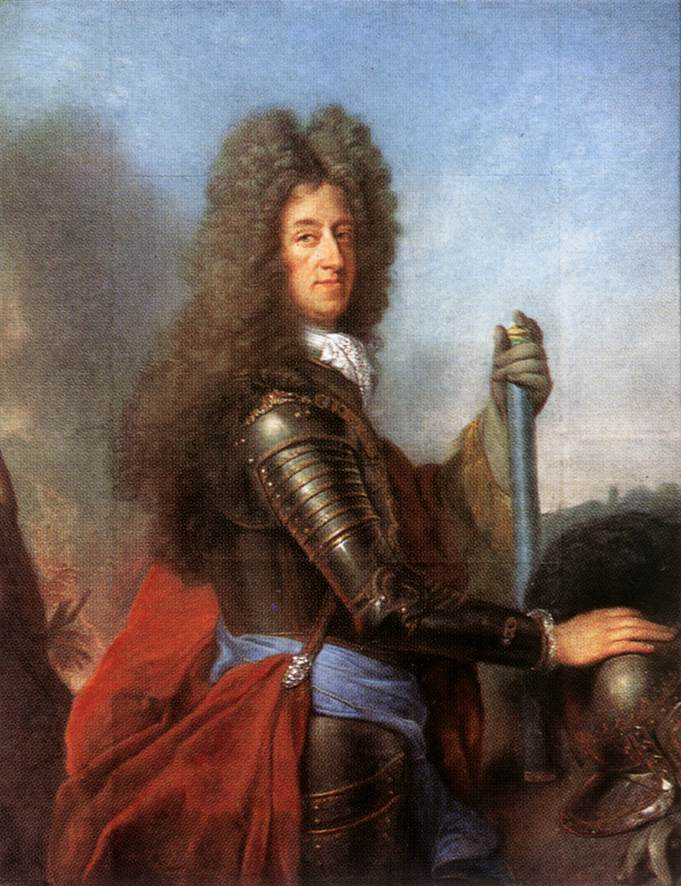
Massiliano II Emanuele, elettore di Baviera e governatore dei Paesi Bassi spagnoli

Il XVII secolo, detto dai francesi Grand Siècle, fu per gli abitanti dei Paesi Bassi spagnoli, separati dalle Province Unite, un secolo buio durante il quale, ad eccezione del regno dell'arciduca Alberto e d'Isabella (1595-1633), dovettero subire una sequenza infinita di guerre e distruzioni, di conquiste da parte di diversi eserciti che ne attraversarono il territorio a seguito delle differenti alleanze di volta in volta in essere.
Nel 1695, quarant'anni dopo la Bataille des Dunes, la Francia di Luigi XIV aveva iniziato una politica di espansione territoriale con l'annessione progressiva dei possedimenti spagnoli del nord.
Le guerre o le alleanze si fanno, disfano e si succedono e le piazzeforti cambiano continuamente di possesso. Nel 1688 si realizza in Europa la Lega d'Augusta. Alla monarchia francese occupante si oppone una larga coalizione europea, la Lega d'Augusta, condotta da Guglielmo III d'Orange, a capo delle Repubblica delle Sette Province Unite nonché re d'Inghilterra, comprendente Spagna, Svezia, l'imperatore Leopoldo I di Germania oltre a diversi principi, come Massimiliano II Emanuele di Baviera, governatore dei Paesi Bassi spagnoli, che avevano Bruxelles come loro capitale.
Nel luglio 1695, la città di Namur, occupata più di tre anni prima dai francesi, era assediata da Guglielmo III d'Inghilterra, alla testa delle armate alleate. A seguito della perdita recente ed inopinata di Francesco Enrico di Montmorency-Luxembourg, l'armata francese delle Fiandre venne affidata a François de Neufville, duca di Villeroi, digiuno di strategia militare, ma amico intimo del re. Quest'ultimo, irritato per la piega che stavano prendendo gli avvenimenti, esigette da Villeroy, accampato nelle Fiandre, un'azione eclatante come la distruzione di una città della fama di Bruges o Gand. Villeroy, desideroso di accontentare il re e di cancellare l'eco dei suoi insuccessi, riuscì a convincerlo che «(…) bombardare Bruxelles avrà un maggior effetto e permetterà di attirare il nemico in un luogo nel quale sarà più facile combatterlo che nelle vicinanze di Namur (…)».

## Il bombardamento

### I preparativi

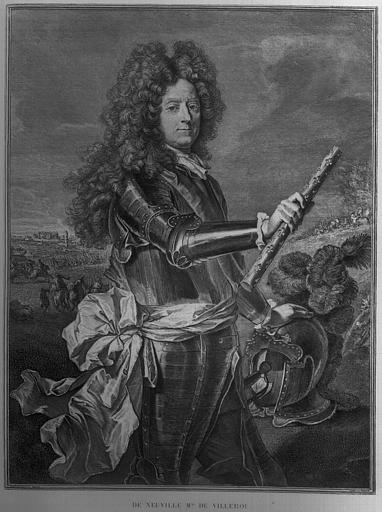
François de Neufville, duca di Villeroy

Alla fine di luglio, Villeroy fece pervenire al re un rapporto dettagliato, realizzato dal comandante dell'artiglieria. Questi valutò il materiale bellico necessario in 12 cannoni, 25 mortai, 4.000 palle da cannone, 5.000 bombe incendiarie, una grande quantità di polvere da sparo, palle di piombo, granate, e 900 carri per trasportare tutto il materiale richiesto. Vennero poi aggiunti ancora i carri per il trasporto dei vettovagliamenti per un'armata di 70.000 uomini.
Villeroy aggiunse al documento un calendario preciso e l'inventario dei cavalli, carri, armi e materiali diversi che contava di prelevare nelle differenti piazzeforti ai margini della Francia, oltre che i battaglioni di scorta e di rinforzo. L'armata ed il convoglio, costituito da più di 1500 carri, si riunì a Mons, lasciando la città il 7 agosto in direzione di Bruxelles.
Queste manovre non passarono inosservate, in quanto Villeroy consentì di conoscere le sue intenzioni tendenti a cercare di distogliere l'armata alleata dall'assedio di Namur. Nel frattempo, il 3 agosto, Louis François de Boufflers, che difendeva la piazzaforte, aveva chiesto ed ottenuto una tregua in cambio della capitolazione della città, per curare i suoi feriti e ripiegare poi nella cittadella di Namur. 
Sei giorni dopo riprese l'assedio, in quanto sia le truppe di re Guglielmo III d'Inghilterra, sia quelle di Massimiliano Emanuele di Baviera non lasciarono il campo. Soltanto l'armata di Carlo Enrico di Lorena, che si trovava nei pressi di Gand, raggiunse le porte di Bruxelles, ma non potendo contare che su degli effettivi di soli 15.000 uomini, si tenne prudentemente a distanza.
L'armata francese arrivò in vista di Bruxelles l'11 agosto e si accampò sulle alture ad ovest della città. Bruxelles non era né una piazzaforte né una città sede di guarnigione, le sue fortificazioni erano vetuste anche se gli spagnoli, un secolo prima, le avevano rafforzate. Esse non offrivano alcuna difesa, anche se i francesi non intendevano conquistare la città ma volevano semplicemente bombardarla. Due trincee scavate di fronte alle porte de Flandre e d'Anderlecht, vennero facilmente conquistate. Ai francesi non rimase che scavare le loro trincee e mettere in posizione l'artiglieria.
Il 13 agosto a mezzogiorno, quando i preparativi erano stati pressoché completati, il maresciallo de Villeroy fece pervenire, a nome del re, un messaggio al principe di Berghes, governatore militare di Bruxelles. L'aggressione contro la città non poteva essere giustificata con il fatto di distogliere l'armata alleata da Namur, come effettivamente era, ma venne invocata come pretesto, un'azione di rappresaglia in risposta ai bombardamenti navali della Royal Navy contro le città costiere francesi affacciate sulle coste della Manica in ritorsione alle guerre di corsa condotte dai corsari francesi. Il messaggio che annunciava il bombardamento, nelle sei ore successive, diceva che «Quando avrà assicurazione che non verranno più lanciate bombe contro le città francesi della costa, il re, parallelamente, non farà bombardare quelle appartenenti ai principi contro i quali è in guerra» (ad eccezione delle città assediate) e che «Sua Maestà si è deciso a bombardare Bruxelles con molta pena nei confronti di madame l'Électrice de Bavière presente in città», Villeroy terminava chiedendo che gli venisse detto dove alloggiava l'elettrice affinché potesse evitare di bombardare la sua residenza. Il principe di Berghes chiese un primo rinvio per comunicare il testo del messaggio al principe elettore che era in arrivo a Bruxelles, e dopo l'inizio del bombardamento, un secondo rinvio di 24 ore per riferire a Guglielmo III, supplicando Villeroy di considerare l'ingiustizia di vendicarsi su Bruxelles per un bombardamento la cui responsabilità ricadeva sul re d'Inghilterra. Il maresciallo non rispose alla seconda richiesta sostenendo che il re «(…) non mi ha ordinato di trattare con il principe d'Orange (Guglielmo III d'Inghilterra)».

### L'incendio

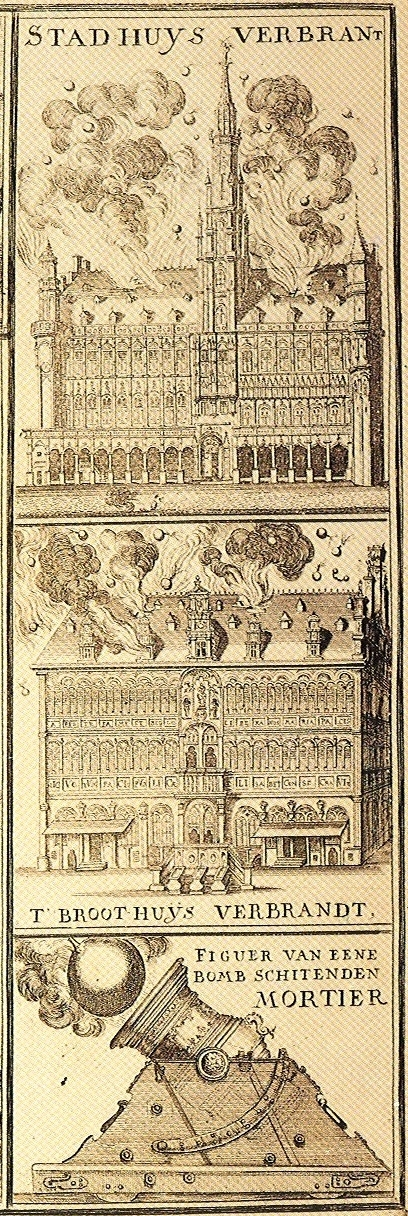
Il Municipio ed il Palazzo Reale in fiamme, colpiti dai mortai

Le batterie francesi entrarono in azione poco prima delle sette della sera. Le prime bombe incendiarie raggiunsero delle case provocando un inizio di incendio, che si propagò rapidamente a causa delle parti in legno che erano piuttosto numerose nelle abitazioni dell'epoca.
Soltanto tre batterie difensive, installate sui bastioni, ad ovest della città tentarono di rispondere ma non disponevano che di poche palle da cannone, pochissima polvere da sparo e rari artiglieri. Vennero sparati alcuni colpi di cannone inserendo come proiettili delle pietre recuperate dal selciato da alcuni componenti delle milizie borghesi, che raggiunsero qualche soldato francese, senza ritardare il bombardamento.
Le autorità della città che, fino all'ultimo momento, avevano creduto che il peggio poteva essere evitato, esortarono la popolazione a restare raccomandando di preparare dei secchi d'acqua davanti ad ogni casa per spegnere i fuochi prima che potessero estendersi alle case vicine. Questi mezzi irrisori apparvero velocemente come inutili, il panico spinse gli abitanti a fuggire dalla città verso le alture circostanti, nel tentativo di salvare i loro beni più preziosi. Una folla impotente assistette all'incendio dal parco del Vecchio palazzo del Coudenberg. Nel cuore della notte, tutto il centro della città era in preda alle fiamme, compresi gli edifici in pietra della Grand-Place e dei dintorni, il municipio, abbandonato dai membri del consiglio, il Magistrato la cui insegna serviva da bersaglio agli artiglieri, Il Palazzo Reale, la grand boucherie|grande macelleria, il convento di Récollets e la chiesa Saint-Nicolas il cui campanile crollò sulle case vicine.
Massimiano Emanuele, rientrato precipitosamente da Namur con un drappello di uomini, tentò inutilmente di organizzare la lotta contro il fuoco e di mantenere l'ordine.
La mattina del 14 agosto, i tiri si interruppero per il tempo necessario a riapprovvigionare di munizioni le batterie. Correva voce in città che altri quartieri sarebbero stati presi di mira; presi dal panico, gli abitanti di questi quartieri, si affrettarono a trasportare i loro beni nelle zone già toccate dall'incendio. Ma alla ripresa dei bombardamenti, tutto andrà distrutto.
Il bombardamento riprese ancora più intenso e su una superficie più estesa, a nord, verso il quartiere della Zecca ed il convento dei domenicani, dove erano state depositate delle grandi quantità di mobilio, di opere d'arte e di archivi familiari che spariranno sotto le macerie. Ad est si temeva per la collegiata, futura Cathédrale Saints-Michel-et-Gudule dalla quale si evacuarono i tesori. In serata, il quartiere de la Putterie e la Chapelle de la Madeleine erano avvolti dalle fiamme mentre il couvent des récollets, colpito già la notte precedente, era quasi completamente distrutto. Poi fu la volta dell'Ospedale di Saint-Jean e dell'église de la Chapelle. La mattina del 15 agosto, tutto il centro della città era un immenso braciere e Massimiliano Emanuele, per salvare la zona che lo cinge fermando la progressione delle fiamme, fece saltare, con delle cariche di esplosivo, parecchi edifici malgrado l'opposizione dei proprietari. 

  
Le batterie francesi tacquero soltanto dopo mezzogiorno, quando erano trascorse quasi 48 ore dall'inizio dei bombardamenti.

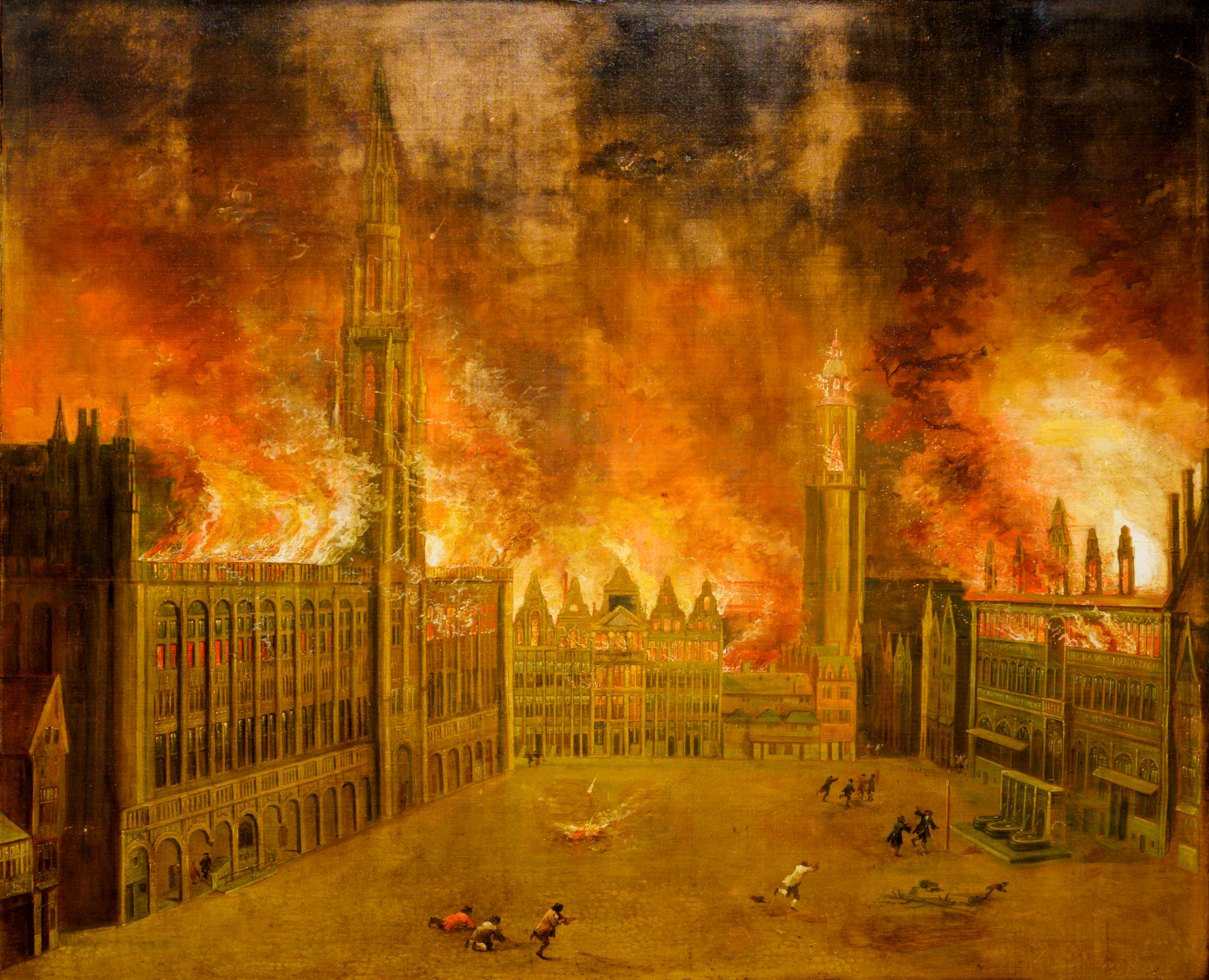
La Grand Place durante il bombardamento

### Ampiezza del disastro
La popolazione ebbe il tempo di rifugiarsi verso est e pertanto il bombardamento fece poche vittime umane. Nessuna fonte ci ha tramandato un bilancio preciso, anche se il numero dei morti appare irrisorio in confronto ad altri eventi di questo genere. Si sa di un uomo ucciso alla prima salva, di due fratelli laici schiacciati sotto le macerie del loro convento, di quattro malati bruciati nell'ospedale Saint-Jean, di alcuni abitanti che tentavano di salvare i loro beni o di un numero imprecisato di predoni seppelliti sotto le rovine.

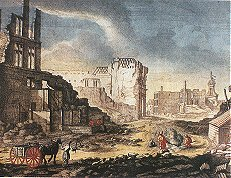
Le rovine de la fontaine bleue, incisione di A. Coppens

I danni materiali e ai beni culturali furono inestimabili. Esistono numerose descrizioni di inventari . Secondo alcune fonti, gli edifici distrutti o impraticabili oscillarono fra 4.000 e 5.000, rappresentando un terzo della superficie edificata, all'esterno della quale caddero, su parecchi punti isolati, alcune palle da cannone che raggiunsero anche il parco. Il disastro è reso fedelmente da una serie di diciassette incisioni eseguite dal pittore bruxellois Augustin Coppens. Avendo perso la sua casa, restituì delle immagini dei differenti quartieri che furono incise su lastre di rame e poi riprodotte in grande numero. Le macerie dissimulavano completamente il tracciato delle strade. Le case, costruite spesso con grandi quantità di legname, erano completamente bruciate e qua e là si intravedevano alcuni muri portanti ed i camini, in quanto le sole parti delle case costruite in pietra. Le uniche strutture riconoscibili erano quelle degli edifici pubblici e religiosi quali chiese, conventi e beghinaggi.

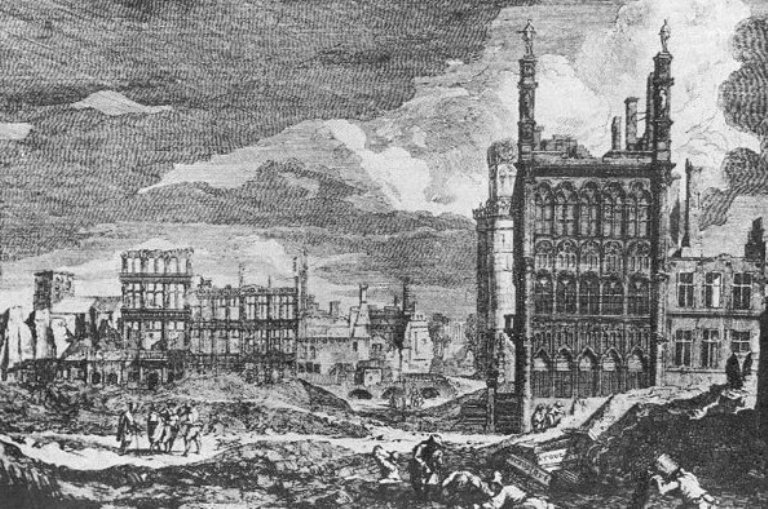
Le rovine de la Grand Place, incisione di A. Coppens

Il patrimonio artistico della città, accumulato nel corso dei secoli, venne in gran parte distrutto. Le opere di inestimabile valore che decoravano l'interno di edifici civili e religiosi e delle case dei borghesi, ricoverate nei conventi e nei bastioni con l'intento di preservarle dal fuoco, andarono in gran parte distrutte. Arazzi, mobilio, pitture e disegni di Rogier van der Weyden, di Rubens, di Anton van Dyck, di Bernard van Orley e di altri importanti artisti, vennero ridotti in cenere. La memoria storica della città fu notevolmente colpita dalla perdita di una parte dei suoi archivi.
A tutto ciò deve aggiungersi l'enorme quantità di oggetti, di materiali e di merci perse e difficilmente stimabile. Bernardo de Quiros scrisse al re Carlo II di Spagna, una settimana dopo la catastrofe, che le prime stime dei danni ammontavano a trenta milioni di fiorini. Il nunzio apostolico Piazza li valutò a cinquanta milioni. Per fare un paragone, la locazione annua di una casa nuova oscillava fra i 120 ed i 150 fiorini .

### Reazioni
Gli stessi francesi rimasero sorpresi del loro successo, andato al di là delle loro più rosee aspettative. Villeroy scrisse: «I danni che abbiamo inferto a questa città sono indescrivibili, il popolo ci minaccia di rappresaglie, non credo che non ne abbia la volontà ma non riesco a capire con quali mezzi possa realizzarle» . Il comandante dell'artiglieria francese, Maresciallo de Vigny, che non era un novellino, scrisse: «Sono stato chiamato a fare diversi lavori, ma non avevo mai visto un incendio così terribile, né tanta desolazione come in questa città.» . Il giovane James FitzJames, I duca di Berwick, futuro maresciallo di Francia, che era presente, disse: «Non ho mai visto uno spettacolo così terribile e niente che vi rassomigli, se non quanto narrato da Omero, dell'incendio di Troia».
Nell'Europa intera, la distruzione di Bruxelles suscitò grande indignazione. L'avvenimento rappresentò una rottura con le convenzioni tacite che reggevano le guerre fino a quell'epoca. Un tale bombardamento di terrore, prendendo a bersaglio una popolazione civile estranea al conflitto e destinato ad impressionare gli eserciti nemici, era un evento inedito. I bombardamenti servono ad abbattere le difese allo scopo di conquistare una città più o meno intatta, o ancora a distruggere delle infrastrutture militari o strategiche come i porti. Come ammettere che nessuna capitale sarà più al riparo dalle bombe lanciate da sopra i bastioni al solo scopo di distruggere? Il rifiuto di Villeroy di aspettare, sia la risposta del governatore della città, che il tentativo di intervento del principe elettore nei confronti del re d'Inghilterra, di ottenere la cessazione degli attacchi contro le coste francesi, fu un atto di vera barbarie. I ministri delle nazioni coalizzate si riunirono a L'Aia e giurarono di vendicare Bruxelles.
Il papa Innocenzo XII, ricevendo la lista dei danni subiti dalle chiese e dalle istituzioni religiose che occupavano quasi un quinto della città, disse: «Questa guerra mi ha fatto gemire».
Oltre alle proteste ufficiali, vi fu una grande diffusione di libelli anonimi che circolarono per l'Europa. Fra questi vi fu un attacco, incendiario contro la Francia, che diceva La barbarie minaccia tutta l'Europa  o degli scritti più umoristici o cinici, come questa lettera di congratulazione del diavolo ai francesi nella quale comunica loro la sua gioia e la sua ammirazione ed assicura che li accoglierà con piacere più tardi , o quest'altro firmato da Manneken Pis in persona, che si burla della rabbia di Luigi XIV e si lamenta che questo bombardamento gli abbia tolto la voglia di pisciare: « [...] se vedessi innestare Villeroy a qualche albero, riderei così tanto che piscerei di nuovo».
Inutile da un punto di vista militare, poiché non servì a spostare le truppe alleate dalla cittadella di Namur, che si arrenderà il 5 settembre dopo che l'esercito di Villeroy venne fermato nella pianura, il bombardamento di Bruxelles contribuì a fare impallidire in Europa la stella del Re Sole. Napoleone, un secolo più tardi, giudicherà questa azione «tanto barbara quanto inutile».

## La ricostruzione

### Le prime misure
Fin dai giorni che seguirono il bombardamento, e durante i mesi seguenti, le differenti autorità della città presero una serie di misure per soddisfare i bisogni più urgenti della popolazione ed iniziare la ricostruzione. La divisione delle competenze, molto complessa, tra i poteri centrali ed il potere municipale provocò numerosi conflitti di competenza e contestazioni.
Il potere centrale rappresentato dal re era personificato dal principe governatore assistito dall'amman  e da diverse amministrazioni fra le quali il Consiglio di stato, il Consiglio delle Finanze, il Tribunale delle Foreste  e soprattutto la Camera dei Tonlieu . 
Il potere municipale era assicurato dai rappresentanti dei Lignages (patrizi) e dei Nations (mestieri) nominati per formare il Magistrato, consiglio costituito dal sindaco e dagli assessori. La città e le sue corporazioni conservarono gran parte dei loro privilegi e della autonomia acquisita nel Medioevo, rinforzata dall'indebolimento del potere centrale dovuto alle guerre.
Il problema cruciale dell'approvvigionamento dei viveri venne risolto in alcuni giorni grazie alle città vicine; il Magistrato sospese i dazi sulle derrate e sulla birra e fece appello alle autorità delle altre città del Brabante come Lovanio, Anversa e Malines che intervennero immediatamente ed approntarono dei convogli di cibo. I numerosi senzatetto si accamparono nel parco del palazzo, le autorità requisirono tutti i locali disponibili nei quartieri preservati dall'incendio, e promulgarono il blocco di ogni aumento delle pigioni. Per fermare i saccheggi e ristabilire l'ordine, la città formò delle milizie borghesi incaricate di pattugliare i quartieri sinistrati, mentre Massimiliano Emanuele fece porre delle sentinelle giorno e notte, prima di tornare a prendere il suo posto nella sede di Namur.
Occorsero parecchi mesi per sgomberare le macerie, tutte le classi sociali della popolazione vennero requisite, non senza malumore, ed obbligate a fornire cavalli, carri e mano d'opera. 
Per favorire la ricostruzione, vennero autorizzati tutti gli operai stranieri a lavorare, per un periodo di due anni, in città. Il governatore ordinò il libero ingresso dei materiali da costruzione ed il blocco dei loro prezzi . Venne vietato anche agli operai di chiedere degli stipendi più elevati di quelli che ottenevano prima del bombardamento.

### Due progetti

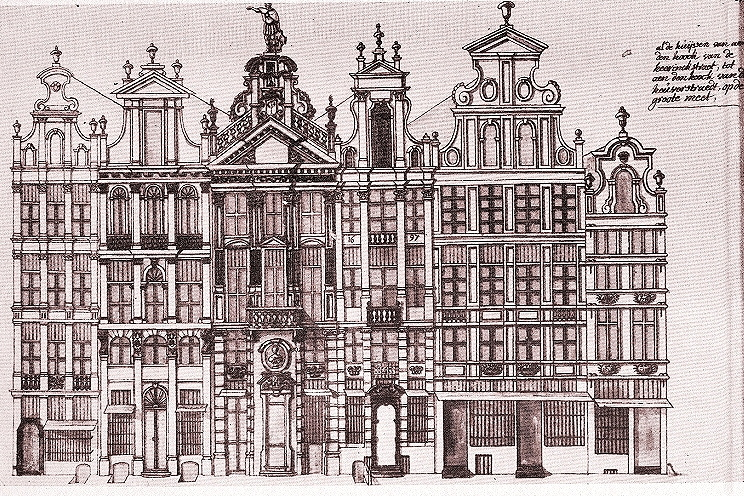
Casa de la Grand-Place 1729, dipinto di F.J. Derons

Fin dai primi mesi che seguirono il bombardamento, vennero ad essere in opposizione due concezioni urbanistiche totalmente divergenti.
Massimiliano Emanuele di Baviera principe ambizioso ed illuminato, appassionato d'arte e di architettura, voleva approfittare della ricostruzione per modificare profondamente la pianta della città ed il suo stile architettonico.
Contrariamente ai numerosi ed effimeri notabili spagnoli che si erano succeduti nel corso di sessant'anni nell'incarico di governare i Paesi Bassi spagnoli, Massimiliano Emanuele era spinto da grande ambizione. Sostenuto dall'imperatore Leopoldo I e da Guglielmo III d'Orange, sognava di fare del paese il suo Stato ereditario. Questa idea che era stata esaminata già favorevolmente a Madrid nel 1685 fu per la Spagna, indebolita, l'opportunità di disimpegnarsi da una regione che non arrivava più ad amministrare pur mantenendovi un principe cattolico alleato agli Asburgo. Soltanto l'opposizione della Francia aveva impedito la sua realizzazione. Il suo primo matrimonio con Maria Antonietta d'Austria, figlia dell'imperatore e nipote di Filippo IV di Spagna rinforzò le sue alleanze. Il loro figlio Giuseppe Ferdinando nato a Bruxelles nel 1692 era dunque pretendente alla Successione della Spagna (1680-1701). 
Il suo progetto era di imprimere profondamente il suo influsso sulla capitale, trasformando la città medievale in una delle città barocche, alla nascita delle quali aveva assistito all'epoca dei suoi frequenti soggiorni alla corte imperiale di Vienna, o all'epoca dei suoi viaggi a Milano e Torino. Il consiglio di emergenza, istituito dal governatore, venne incaricato di badare a che gli edifici e le vie siano realizzati secondo una proporzione regolare che dà migliore apparenza alla città.. Il principe elettore insistette anche su questo punto con il Magistrato della città in una lettera che gli inviò all'inizio di ottobre dal campo dove aveva raggiunto il suo esercito: ... ci augureremmo fortemente che si osservasse nella progettazione degli edifici una certa unità stilistica, e che si volesse, per la bellezza e la comodità della città, allargare le vie che erano troppo strette. 
Per gli abitanti e le autorità della città, in compenso, le precedenze erano molto differenti. La rapidità della ricostruzione era vitale per permettere la ripresa delle attività economiche ed evitare l'esodo della popolazione. Le autorità della città, senza risorse, non avevano i mezzi finanziari per assumere in proprio tali progetti che avrebbero comportato inoltre il risarcimento dei proprietari e un certo dispendio di tempo. Non poterono contare su alcun aiuto finanziario dalla Spagna o dal governatore in quanto tutti i mezzi finanziari disponibili erano stati inghiottiti dalla guerra. L'imperativo fu pertanto la ricerca dell'economia e dell'efficacia basata sulle tradizioni, dunque, il recupero dei materiali e la riutilizzazione delle vecchie fondazioni da parte dei proprietari. Gli abitanti e le corporazioni, ancora potenti e gelose della loro indipendenza e delle loro particolarità, non videro di un buono occhio l'imposizione di una nuova architettura uniforme. In quanto agli artigiani ed architetti, dimostrarono le loro conoscenze delle risorse e dei bisogni locali, così come la loro inventiva, ma la loro arte era molto lontana dall'urbanistica barocca.

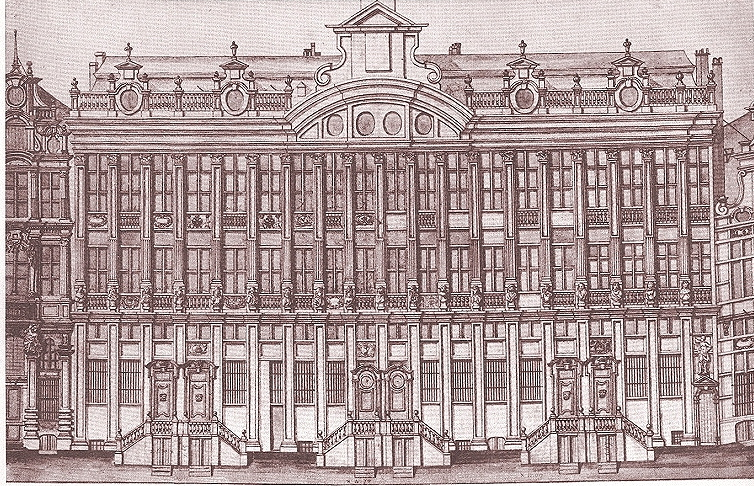
Maison des Ducs de Brabant 1729, incisione di F.J. Derons

La debolezza del potere centrale e l'assenza del governatore ripartito per la guerra durante l'inizio della ricostruzione, l'autonomia della borghesia e la necessità, imposero il mantenimento della struttura della città, seguendo dunque una sceneggiatura abbastanza comparabile a quella sopraggiunta all'epoca della ricostruzione di Londra a seguito del Grande incendio del 1666.
L'azione visibile del principe nella ricostruzione, della quale oggi rimane molto poco, si concentrò in alcuni punti destinati a simboleggiare il suo potere. Il primo fu il Théâtre de la Monnaie, per la costruzione del quale furono chiamati degli architetti e decoratori veneziani, la Grande Boucherie del mercato alle Erbe, la piazza e la via della Baviera, l'unico nuovo varco realizzato nei vecchi bastioni delle prime mura della città, e sulla Grand Place nella quale il progetto prevedeva di riunire le costruzioni dietro le facciate unificate, del quale però solo un lato venne realizzato, chiamato Case dei duchi di Brabante e disegnato da Guillaume de Bruyn. Anche la sua statua equestre realizzata in pietra e bronzo, che venne collocata in cima alla Casa della Corporazione dei Birrai, venne sostituita nel 1752 con quella di Carlo Alessandro di Lorena.
Gli eventi internazionali impedirono a Massimiliano Emanuele di Baviera di imporre le sue idee. Alcuni anni più tardi, vide le sue ambizioni crollare, in quanto suo figlio, il giovane Giuseppe Ferdinando, morì il 6 febbraio 1699, poco dopo essere stato designato ufficialmente erede della corona di Spagna. Alla morte del re, l'anno seguente, fu il nipote di Luigi XIV, Filippo d'Angiò a succedergli. L'elettore lasciò il suo ruolo di governatore e fece della Baviera un'alleata della Francia, il nemico di ieri, durante la guerra di successione spagnola. Riprese il suo incarico a Bruxelles nel 1704 prima di dovere lasciare definitivamente la città dopo la vittoria inglese nella battaglia di Ramillies due anni più tardi

### La riedificazione del centro della città

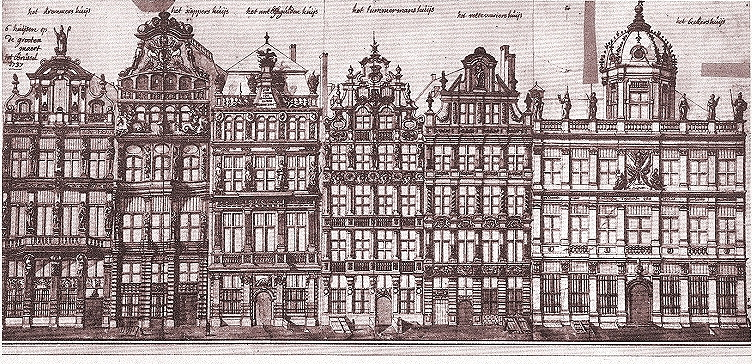
Maisons des corporations 1729, incisione di F.J. Derons

Se il piano generale della città venne conservato, questo non venne comunque realizzato in maniera perfetta. Malgrado la necessità di ricostruire velocemente e la mancanza di mezzi finanziari, le autorità avevano la volontà di migliorare la circolazione, la sicurezza e la salubrità delle strade, così come l'estetica generale della città. Guillaume de Bruyn, architetto-ingegnere della città e geometra giurato, che si distinguerà come autore di parecchie case della Grand Place, venne incaricato di stabilire il tracciato delle reti viarie raddrizzandole ed allargandole per quanto possibile. Esistono ancora una ventina di suoi progetti su altrettante strade della città. A partire dal tracciato antecedente al bombardamento, riallineò le costruzioni, fino ad allora affiancate senza alcun ordine, migliorò alcune curve, ed allargò gli incroci disegnando delle case con gli angoli smussati. Ogni modifica, anche se insignificante, indicava i nomi dei proprietari ed era commentata e giustificata nei minimi dettagli, probabilmente allo scopo di evitare contestazioni.
Vennero elaborati dei nuovi regolamenti urbanistici ed architettonici. Innanzitutto, l'uso e la regolamentazione dello spazio pubblico, dove attività pubbliche e private venivano in contatto: circolazione, commercio, depositi di merci. Strade e piazze vennero dichiarate appartenere al re. Le attività e gli straripamenti sulla via pubblica di botteghe, scalinate, entrate di cantina o insegne vennero regolamentate. La città si dotò di nuovi poteri giuridici per imporre l'osservanza di misure già esistenti ma poco applicate come l'interdizione delle coperture in stoppia e delle costruzioni tradizionali in legname dotate di pensiline, di piani a strapiombo e di coperture in sporgenza destinate a proteggere la facciata. Venne vietata questa tipologia di costruzioni che favorivano la propagazione degli incendi. La collocazione di grondaie e condotte di acqua piovana divenne obbligatoria. Ogni costruzione non conforme doveva essere abbattuta.

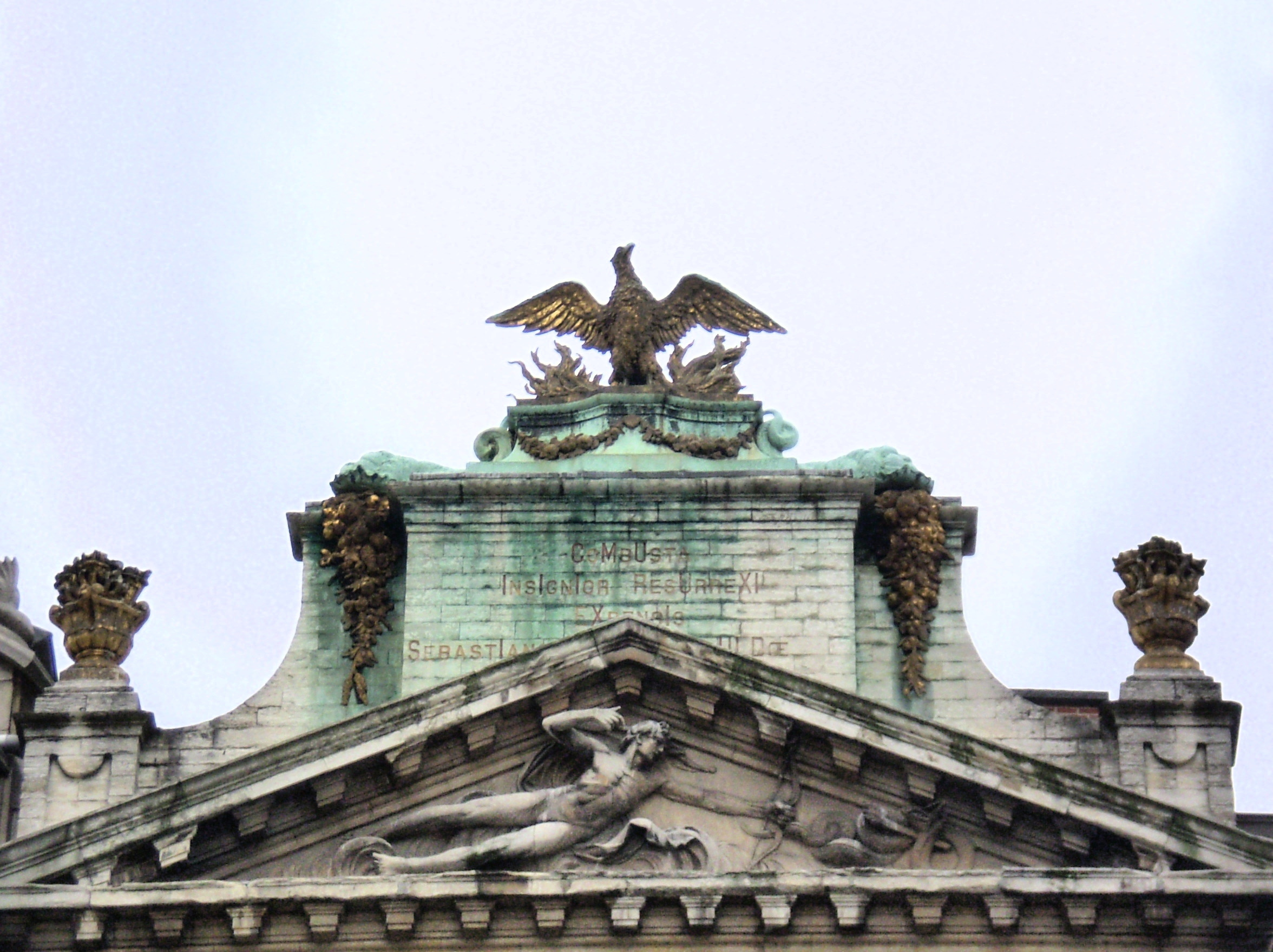
Fenice sorgente dalle fiamme, Grand Place

La ricostruzione della Grand Place e delle vie adiacenti, centro economico, politico e simbolico della città, fu oggetto di un'attenzione particolare e di misure d'eccezione. Il consiglio comunale finanziò la ricostruzione del municipio con la vendita di parecchie case e terreni. Le corporazioni dei mestieri vennero incoraggiate a ricostruire con accuratezza gli edifici di loro proprietà, i cui progetti dovevano essere tassativamente sottoposti all'approvazione del Magistrato prima della loro esecuzione. L'emulazione fu molto importante, le facciate fastose delle case delle corporazioni utilizzarono tutti gli stili decorativi dell'epoca con l'intento di distinguersi dalle altre. Anche se la loro influenza politica ed economica era in declino, le Corporazioni dei Mestieri ne fecero le loro vetrine e si indebitarono per parecchi decenni. Certe corporazioni in difficoltà finanziarie si videro costrette a vendere i loro beni e non conservarono, nella "loro" casa, che una sala di riunioni.
Cinque anni dopo la catastrofe, Bruxelles era stata ricostruita quasi integralmente, più bella di prima. La ricostruzione, di una rapidità eccezionale, ebbe luogo in un'atmosfera di speranza di pace suscitata dalla caduta della cittadella di Namur e dalla firma del trattato di Ryswick. Questi due avvenimenti divennero oggetto di importanti commemorazioni nella città di Bruxelles. Nel 1696, la città fece coniare una medaglia che rappresentava una fenice cinta dalle parole COMBUSTA INTEGRIOR EXSURGO MDCIVC (rinasco più bella dalle mie ceneri). Lo stesso simbolo, la Fenice rinascente dalle sue ceneri ed estratta dalle fiamme, sovrasta una delle case della Grand Place (La Lupa) rievocando la ricostruzione della città.